# 李应
李应是中国古典小说《水浒传》中人物，上应三十六天罡中的天富星，为梁山108将之一、獨龍崗李家莊主。长得猿臂蜂腰、身强力壮、虎头锐目。惯使一口渾鐵点钢枪，背藏五把飞刀，能百步内伤人，渾號「撲天鵰」。

## 經歷
李应是郓州人氏，原为李家庄庄主，祖上与同處獨龍崗的祝家庄、扈家庄结下誓約相互照應有百年之久，手下有忠實的管家“鬼脸儿”杜興。後來受杜興叩首請託去祝家為时迁說情，但祝彪不但不给李应面子反而出言相譏，李应大怒而與祝彪單挑，不料竟被祝彪暗箭所伤，从此与祝家庄絕交，但也未助宋江攻祝家莊，兩不相幫保持中立。后来宋江攻下祝家庄，李应仍不肯投奔梁山，直至李应被知府捉拿，多亏宋江率兵马相救，才终于上了梁山；上梁山後才知道原來這是宋江和梁山好漢設下的局。在梁山内与天贵星“小旋风”柴进共同担任掌管钱粮财物之职，位列第十一位好汉。

## 对敌
受宋廷招安後隨宋江、卢俊义率梁山大军討四寇，虽主管后勤事务，但期间仍立有不少战功。战辽军时，与花荣、宣赞、郝思文、张清、柴进等担任天勇星“大刀”关胜之副将，往来冲撞敌阵，终顺利协助关胜攻破土星阵；征江南方腊军血战乌龙岭时，宋江中南军大将石宝之计，遭遇敌军围攻几乎丧命。幸得李应与关胜、鲁智深、武松、花荣、秦明、吕方、郭盛、李逵、马麟、燕顺、王英等一众大小头领拼死相救方才得脱。平定江南，班師回朝后受封中山府郓城都统制，任官半年後聽聞柴進辭官，李應也萌生退意遂稱病辭去，返回獨龍崗與杜興享受荣华富贵、逍遙善終。

## 影視
- 1983年山東版《水浒》：张国伟
- 2011年版《水浒传》：白建才

## 漫画
- 《水滸傳》，橫山光輝，1967－1971年，日本

## 電子遊戲
- 《水滸傳·天命之誓》，1989年，日本，光榮株式會社
- 《水滸傳·天導一〇八星》，1997年，日本，光榮株式會社